# Giovanni Colonna
Giovanni Colonna (Roma, 19 de fevereiro de 1461 - Roma, 26 de setembro de 1508) foi um cardeal do século XV.

## Primeiros anos
Nasceu em Roma em 1456. Filho do príncipe Antonio Colonna, príncipe de Salerno, e de sua terceira esposa, Imperiale Colonna. Sobrinho-neto do Papa Martinho V. Sobrinho do Cardeal Prospero Colonna (1426). Outros cardeais dos diferentes ramos da família foram Giovanni Colonna (1212); Giacomo Colonna (1278); Pietro Colonna (1288); Giovanni Colonna (1327); Agapito Colonna (1378); Stefano Colonna (1378); Pompeo Colonna (1517); Marco Antonio Colonna, sênior (1565); Ascanio Colonna (1586); Girolamo Colonna (1627); Carlos Colonna (1706); Próspero Colonna (1739); Girolamo Colonna (1743); Próspero Colonna (1743); Marcantonio Colonna , iuniore (1759); Pietro Colonna (1766), que adotou o sobrenome Pamphili; e Nicola Colonna , 1785. Foi chamado de Cardeal Colonna.

## Vida pregressa
Apostólico protonotário.

## Cardinalato
Criado cardeal diácono no consistório de 15 de maio de 1480; recebeu pouco depois a diaconia de S. Maria in Aquiro; e o chapéu vermelho em 3 de junho de 1480 na basílica patriarcal do Vaticano.

## Episcopado
Administrador da Sé de Rieti, 10 de novembro de 1480; ocupou o cargo até sua morte (2) . Ele ficou do lado do rei Fernando I de Nápoles em sua convivência com o papa; o irmão do cardeal, Girolamo, foi morto em Roma em 3 de abril de 1482; O Cardeal Colonna foi acusado de traição juntamente com o Cardeal Giovanni Battista Savelli e preso no Vaticano em 2 de junho de 1482; foi colocado na casa do cardeal Girolamo Basso della Rovere e, no dia seguinte, foi preso no Castello Sant'Angelo ; libertado em 15 de novembro de 1483 e recebido no consistório; a luta continuou em Roma e ele foi embora; O Protonotário Apostólico Lorenzo Addone, perseguido, buscou refúgio no palácio do cardeal na atual Piazza della Pilotta, em 30 de março de 1484; O cardeal Colonna regressou a Roma por ocasião da morte do papa, no mês de agosto seguinte, e foi aclamado pelo povo. Participou do conclave de 1484 , que elegeu o Papa Inocêncio VIII. Apoiou a eleição do cardeal Rodrigo Borja y Borja, que lhe havia prometido a abadia de Subiaco, mas o cardeal Giovanni Battista Cibo foi eleito Papa Inocêncio VIII. Ajudou o cardeal Giuliano della Rovere a manter a ordem em Roma em 1485. Em 12 de setembro de 1486, ele retornou de Gênova a Roma; chegando diante do cardeal Giuliano, a quem levou à basílica patriarcal do Vaticano. Participou do conclave de 1492 , que elegeu o Papa Alexandre VI; O cardeal Borja prometeu-lhe novamente a abadia de Subiaco e os castelos circundantes; eleito Papa Alexandre VI, ele os entregou ao cardeal. Em 29 de abril de 1493, renunciou à comenda do mosteiro cisterciense de Bonnecombe, diocese de Rodez. Em 1493, o filho do rei de Nápoles foi a Ostia para negociar com ele contra os Sforza de Milão; ele ficou do lado do rei Carlos VIII da França e estava atrás dele quando o rei entrou em Roma em 31 de dezembro de 1495; permaneceu com o rei até 28 de janeiro de 1495; e esteve com ele em Nápoles em abril de 1495; o cardeal provocou a ira do papa, mas não foi privado do cardinalato, como indicaram algumas fontes. Ele retirou-se para a Sicília para escapar de seus críticos; ele foi perenemente auxiliado pelo rei da Espanha; seu irmão Próspero abandonou o partido do rei francês. Retornou a Roma em 16 de dezembro de 1496; partiu para Milão em julho de 1499. Nomeado legado em Perugia. Retornou a Roma em 6 de setembro de 1503, para participar do primeiro conclave de 1503 , que elegeu o Papa Pio III. Cardeal protodiácono após a eleição do novo Papa Pio III. Participou do segundo conclave de 1503 , que elegeu o Papa Júlio II. Comendador Abadedo mosteiro de Grottaferrata, 1503; ele sucedeu ao novo Papa Júlio II. Nomeado arcipreste da basílica patriarcal de Latrão em novembro de 1503, sucedendo ao novo Papa Júlio II. Arcebispo de Messina desde 1504. No lançamento da primeira pedra da nova basílica de São Pedro, em 18 de novembro de 1506, ele proclamou em latim a indulgência concedida pelo papa.
Morreu em Roma em 26 de setembro de 1508. Enterrado na basílica de Ss. XII Apóstolos, Roma